# Double Dare (jeu télévisé)
Pour le film documentaire, voir Double Dare.
Double Dare est un jeu télévisé américain dans lequel deux équipes s'affrontent pour gagner de l'argent et des prix en répondant à des questions de trivia et en réalisant des cascades désordonnées appelées défis physiques. Il s'est déroulé à l'origine de 1986 à 1993. Une reprise a eu lieu en 2000, et la reprise la plus récente a été diffusée de 2018 à 2019.
Animé par Marc Summers, le programme a d'abord été créé sur Nickelodeon le 6 octobre 1986, en tant que premier jeu télévisé. La série a vu de nombreux ajustements dans la programmation et le titre tout au long de sa course. Presque immédiatement après ses débuts, Double Dare a plus que triplé l'audience de la programmation de l'après-midi de Nickelodeon, devenant ainsi le programme quotidien original le plus regardé à la télévision par câble. Le programme a été un succès majeur pour Nickelodeon, contribuant à établir le réseau comme un acteur majeur de la télévision par câble et à revitaliser le genre des jeux télévisés pour enfants. Double Dare reste le jeu télévisé le plus ancien de Nickelodeon. En janvier 2001, TV Guide a classé l'émission numéro 29 sur sa liste des 50 plus grands jeux télévisés.
Une suite pour la syndication créée le 22 février 1988, plus tard réorganisée sous le nom de Super Sloppy Double Dare le 22 janvier 1989. Le programme a également eu une courte série sur Fox comme Family Double Dare, diffusé du 3 avril au 23 juillet 1988. Nickelodeon a continué Family Double Dare, première version une nouvelle version le 6 octobre 1990. La série originale s'est terminée le 6 février 1993. La série a été relancée, animée par Jason Harris, et intitulée Double Dare 2000 ; cela a été diffusé du 22 janvier au 10 novembre 2000. Une deuxième reprise de la série, animée par Liza Koshy et mettant en vedette Marc Summers, a été créée le 25 juin 2018. La deuxième reprise s'est terminée le 20 décembre 2019.

## Règle du jeu
Chaque équipe de l'original Double Dare et Super Sloppy Double Dare était composée de deux enfants, tandis que les équipes de Family Double Dare et Double Dare 2000 comprenaient deux adultes et deux enfants. À l'origine, les deux équipes portaient des uniformes rouges, mais après l'entrée en syndication de Double Dare en 1988, une équipe portait des uniformes bleus tandis que l'autre portait du rouge.
Chaque tour commence par un défi physique dans lequel les deux équipes s'affrontent, l'équipe gagnante recevant à la fois le contrôle initial de la ronde et l'argent pour le score. Après le lancement, le présentateur commence à poser des questions triviales sur l'équipe qui contrôle. Chaque réponse correcte gagne un prix en argent et permet à l'équipe de garder le contrôle, tandis qu'une réponse incorrecte ou un échec de réponse dans un délai d'environ dix secondes transfère le contrôle aux adversaires. Cependant, l'équipe peut oser ses adversaires répondre à la question, doublant sa valeur; en réponse, les adversaires peuvent oser quadrupler la valeur d'origine. Lorsque l'équipe aux commandes est mise au défi avec un double défi, elle doit répondre ou participer à un défi physique. Une réponse incorrecte, ou ne répondant pas dans un délai d'environ cinq secondes dans un défi audacieux ou double, donne à la fois le contrôle et le montant d'argent approprié à l'équipe émettrice. Le deuxième tour est le même que le premier, avec des valeurs de questions doublées.
De nombreux défis consistaient à remplir un conteneur après une ligne avec une variété de substances, y compris de l'eau, du riz cru, de la boue verte, de la crème fouettée et du lait. D'autres impliquent de ramasser un nombre spécifique d'articles avant la fin du temps imparti. Par exemple, pendant "Pies in the Pants", un concurrent doit ramasser un certain nombre de tartes dans une paire de pantalons de clown surdimensionnés dans le délai spécifié, tandis que son coéquipier lance les tartes à partir d'une catapulte à pied sur le extrémité opposée de la scène.

### Défis physiques
Les défis physiques sont souvent des cascades désordonnées qu'une équipe doit effectuer dans un temps spécifié, généralement 20 ou 30 secondes, mais parfois 10 ou 15 secondes. Tous les défis physiques sur Double Dare 2000 duraient 30 secondes, sauf si une réduction de temps était en jeu en raison du Triple Dare Challenge. L'équipe gagne de l'argent et conserve le contrôle pour terminer la cascade. Sinon, l'argent et le contrôle passent à leurs adversaires.
De nombreux défis ont consisté à remplir un récipient au-delà d'une ligne avec l'une des diverses substances, notamment de l'eau, du riz non cuit, de la bave verte, de la crème fouettée et du lait. D'autres impliquent d'attraper un nombre spécifique d'objets avant la fin du temps imparti. Par exemple, pendant "Pies in the Pants", un concurrent doit attraper un certain nombre de tartes dans une paire de pantalons de clown surdimensionnés dans le délai spécifié, tandis que son coéquipier lance les tartes à partir d'une catapulte à pied à l'extrémité opposée. de la scène.
Sur l'original Double Dare et Super Sloppy Double Dare, les deux concurrents d'une équipe ont participé à tous les défis physiques. Pour la version 1988 de Family Double Dare, les quatre membres d'une équipe ont participé aux défis. Sur la version 1990–93 de Family Double Dare et sur Double Dare 2000, deux membres d'une équipe ont concouru au premier tour, et les quatre membres ont participé au deuxième tour. Tous les membres d'une équipe ont participé à des défis physiques lors de la première saison du Double Dare 2018, tandis que la plupart des défis de la deuxième saison sont pour deux joueurs,,,,,.
Double Dare 2000 a introduit le Triple Dare Challenge. Disponible uniquement au deuxième tour, cela a permis à une équipe de rendre son défi physique plus difficile, en augmentant sa valeur de 100 $ et en mettant un prix bonus en jeu. Les difficultés comprenaient la réduction de la limite de temps, l'ajout d'un objet supplémentaire à la cascade ou l'augmentation de la difficulté globale de la cascade. Le modificateur réel n'a été révélé que si l'équipe a décidé d'accepter le défi. Si l'équipe n'a pas réussi le défi, l'argent, le prix et le contrôle sont allés à leurs adversaires.

### Course d'obstacles
L'équipe ayant obtenu le score le plus élevé à la fin de la deuxième manche passe à la manche bonus, le parcours du combattant (rebaptisé Slopstacle Course pour Double Dare 2000). Du Double Dare original au Double Dare 2000, les deux équipes conservent tout l'argent gagné, quel que soit le résultat. Seule l'équipe gagnante de la version 2018 peut garder son argent.
Le parcours se compose de huit obstacles qui doivent être franchis en 60 secondes. Chaque obstacle a un drapeau orange à son extrémité ou caché à l'intérieur. Un membre de l'équipe court le premier obstacle, puis passe son drapeau à un partenaire, qui passe ensuite à l'obstacle suivant. L'équipe continue d'alterner de cette manière jusqu'à ce qu'elle ait terminé le cours ou jusqu'à l'expiration du délai. Pour des raisons de sécurité, les membres de l'équipe reçoivent des casques, des coudières et des genouillères à porter pendant la course.
De nombreux obstacles sont apparus dans la rotation des cours, souvent basés sur des parties du corps, de la nourriture et des objets agrandis trouvés dans la vie quotidienne. Les éléments populaires du parcours du combattant ont inclus la roue de hamster humain d'une tonne, une roue de hamster surdimensionnée; Pick It, un nez humain géant avec un drapeau caché à l'intérieur; Le Sundae Slide, une rampe recouverte de chocolat menant à une aire de jeux avec de la glace au fond; et Gum Drop, qui obligeait les concurrents à sauter dans une machine à gommes géante remplie de balles en plastique et à glisser à travers la trappe de distribution en bas,.
Jusqu'en janvier 2019, l'équipe gagnerait un prix pour chaque obstacle franchi, dont la valeur augmentait jusqu'à un grand prix pour avoir terminé l'ensemble du parcours. Les équipes de deux personnes se partagent les gains en espèces du match avant, et les deux concurrents reçoivent le même prix physique pour chaque obstacle. Les prix comprenaient des téléviseurs, des billets de concert, des encyclopédies, de l'électronique, des chèques-cadeaux, des modes de transport non motorisés et, sur le Fox Family Double Dare, cash, de l'argent liquide. Sur les versions originale et Super Sloppy, le grand prix était généralement des vacances ou une expérience au Space Camp. Les huit prix valaient généralement entre 3 000 $ et 4 000 $, certains épisodes présentant un ensemble de prix approchant 10 000 $. Dans le cadre du Fox Family Double Dare, cash, ainsi que de la première saison de la course Nickelodeon, le grand prix était un véhicule, faisant des huit prix une valeur comprise entre 15 000 $ et 25 000 $. Encore une fois, le grand prix était généralement des vacances pour la deuxième saison de Family Double Dare de Nickelodeon, Double Dare 2000 et la première saison du Double Dare 2018, avec des packages de grand prix sur la version 2018 d'une valeur de plus de 6000 $,. Avec la première de la deuxième saison de la renaissance 2018, le parcours du combattant se joue maintenant pour 500 $ en espèces pour chaque obstacle franchi, avec un jackpot total de 5000 $ pour avoir réussi le parcours. Les valeurs en espèces ont été doublées pour le match final d'une série de tournois.

## Historique de diffusion et de production

### 1986–1989
Au milieu des années 1980, Nickelodeon a été approché par des groupes de production et de conseil avec l'idée de faire un jeu télévisé pour enfants, une première pour le réseau. Nickelodeon a organisé des groupes de discussion et a conclu que les enfants aimaient regarder des jeux télévisés avec des adultes, mais ils n'avaient pas de jeu télévisé ciblé sur leur groupe démographique,. Dee LaDuke, Robert Mittenthal, Michael Klinghoffer et Geoffrey Darby ont travaillé pour développer un nouveau format, en le basant sur une combinaison d'anecdotes, d'action ou de vérité et du jeu de société Mouse Trap. La présentation pilote a été enregistrée en mai 1986, présentée par Darby. Double Dare a reçu le feu vert et Nickelodeon a annoncé sa première le 5 juin 1986.
Les premiers candidats pour animer le programme comprenaient Soupy Sales (en), animateur d'émissions de variétés pour enfants dans les années 1950 et 1960, et la comédienne Dana Carvey. Après que Nickelodeon ait déterminé que Sales était trop vieux pour le rôle et que Carvey s'est vu offrir une chance d'auditionner pour Saturday Night Live , la recherche d'un hôte s'est poursuivie. Les producteurs ont vu plus de 1 000 candidats de New York ou de Los Angeles. Assistant d'abord à un essai à la place d'un ami, puis passant plusieurs auditions, le comédien d'échauffement à la télévision Marc Summers était l'un des deux finalistes à se qualifier pour une audition finale. Chacun a organisé un jeu simulé pour Nickelodeon afin de prendre une décision ultime sur qui hébergerait Double Dare. Les producteurs ont estimé que la façon dont Summers a mis fin au jeu en menant à une pause publicitaire était plus professionnelle et il a été embauché pour le poste la première semaine de septembre 1986,. Parce que les groupes de discussion ont montré que le public pensait qu'il avait plus de 10 ans de moins qu'il ne l'était réellement, Summers, alors âgé de 34 ans, a été obligé par Nickelodeon pendant des années de ne pas mentionner son âge publiquement.
Ayant besoin d'un annonceur, les producteurs de Double Dare ont été mis au courant de l'animateur de radio de la région de Philadelphie John Harvey, connu à l'antenne sous le nom de Harvey, dont l'émission « Harvey in the Morning » sur WIOQ avait été annulée des mois plus tôt. Il a accepté l'offre d'être l'annonceur du programme. Des assistants de scène sont également apparus devant la caméra sur Double Dare, aidant initialement uniquement à mettre en place des défis et des obstacles physiques, mais élargissant le rôle alors que la série continuait à interagir parfois avec Summers, démontrant des défis et modelant des prix. Robin Marrella et Dave Shikiar étaient les deux assistants de scène permanents lorsque le programme a commencé.
James Fenhagen et Byron Taylor ont créé la scénographie originale de Double Dare. La conception de l'ensemble de la série originale a été inspirée par un groupe de design et d'architecture postmoderne italien des années 1980 connu sous le nom de Memphis Group. Les murs en briques de verre et le jaune et le rose, souvent en damier, étaient des aspects saillants de la scénographie. Mis en valeur par des sols de style carrelage bleu et jaune, Geoffrey Darby a donné la direction pour que l'ensemble ressemble à un natatorium (piscine), tandis que Robert Mittenthal estime que son inspiration est dérivée d'une salle de bain. Toute la musique originale de Double Dare a été composée par Edd Kalehoff.
La production est née dans les studios de la filiale de PBS WHYY-TV à Philadelphie, en Pennsylvanie. WHYY a proposé à Nickelodeon leur aile de production nouvellement ouverte, et Nickelodeon a estimé que Philadelphie était un meilleur endroit pour produire initialement Double Dare en raison de ses coûts de production plus faibles, au lieu de villes comme New York ou Los Angeles où la production télévisée nationale est plus courante,. La première saison de 65 épisodes a été enregistrée sur une période de 23 jours commençant le 18 septembre 1986. Double Dare a été créé sur Nickelodeon le 6 octobre 1986. De nouveaux épisodes ont été diffusés en semaine à 17 h 30 ET lors de la diffusion de la série originale sur Nickelodeon. Après le succès des 65 premiers épisodes, une deuxième saison de 65 épisodes a été commandée.
Une édition du week-end intitulée Super Sloppy Double Dare enregistrée pendant deux semaines en juillet 1987 et créée le 2 août 1987, diffusant 26 épisodes le dimanche matin,. Super Sloppy Double Dare présentait un gameplay identique au format original; cependant, les défis physiques et les obstacles ont été conçus pour créer un plus grand désordre. Les téléspectateurs étaient encouragés à envoyer une carte postale avec leurs coordonnées et pouvaient gagner un prix si leur carte était sélectionnée, et une équipe réalisant un défi physique réussissait la cascade. Des épisodes de Super Sloppy Double Dare ont été enregistrés au Unitel Studio à New York avant que la production ne revienne à WHYY-TV,.
En juillet 1987, des pilotes animés par Caitlyn Jenner (anciennement Bruce Jenner) ont été produits par Viacom pour deux versions possibles de Double Dare avec des joueurs adultes : une associant des célébrités à des candidats et une autre à des couples mariés. Aucun des deux concepts n'a avancé en série.
En novembre 1987, Fox a annoncé qu'elle s'était associée à Viacom pour acheter les droits de distribution des nouveaux épisodes du programme en syndication. De nouveaux épisodes de Double Dare ont été diffusés sur des stations indépendantes et des filiales de Fox à partir du 22 février 1988. Il y a eu 130 épisodes de syndication de première diffusion en 1988.
Une édition de 13 épisodes du samedi soir intitulée Family Double Dare a été diffusée sur Fox du 3 avril au 23 juillet 1988. Les équipes de cette version étaient composées de quatre membres de la famille, le plus souvent une mère, un père et deux enfants. Le budget a été augmenté et le prix total présenté lors de la course d'obstacles était supérieur à celui présenté dans la série Nickelodeon. 13 autres épisodes de Family Double Dare ont ensuite été commandés, mais Fox a annulé la série peu de temps avant le début de la production en raison de "différences créatives.
Le 5 janvier 1989, la production a commencé sur une nouvelle version de Super Sloppy Double Dare de Philadelphie sur WHYY-TV, se poursuivant en syndication. La série a été diffusée le 22 janvier 1989. La seconde moitié de la série a été produite aux studios Universal à Orlando, en Floride, avec une production commençant en avril 1989. Pour la seconde moitié, 40 épisodes ont été enregistrés. Cette version de l'émission enregistrée dans des studios plus grands avec un décor plus grand permettait un niveau inférieur consacré aux défis physiques et aux obstacles avec une plus grande taille et, généralement, de plus gros désordres. De nombreux épisodes de cette partie de la série présentaient des thèmes uniques et décalés sur lesquels les questions, les défis et parfois la garde-robe seraient calqués. Les thèmes comprenaient un hommage au baseball, Backwards Day, Stupid Hat Day, un hommage au petit déjeuner, et deux épisodes de Super-Slop-a-Mania mettant en vedette des lutteurs et des personnalités de la World Wrestling Federation. Un autre épisode spécial a vu Summers et Harvey chaque équipe avec un concurrent pour s'affronter, Jim J. Bullock prenant en charge les tâches d'hébergement. À la fin de Super Sloppy Double Dare, le programme était diffusé sur 154 stations. La série a quitté la syndication le 8 septembre 1989.